# جورجيو سانتارانا
جورجيو سانتارانا (بالإيطالية: Giorgio Cantarini)‏ هو ممثل إيطالي، ولد في 12 أبريل 1992 في إيطاليا.

## أعمال

### أفلام
- (1997) الحياة جميلة[1]
- (2000) غلاديايتر[2][3][4]

## وصلات خارجية
- جورجيو سانتارانا على موقع IMDb (الإنجليزية)
- جورجيو سانتارانا على موقع أول موفي (الإنجليزية)
- جورجيو سانتارانا على موقع قاعدة بيانات الفيلم (الإنجليزية)